# Перрен, Пётр Яковлевич
Пётр Яковлевич Перрен (1782—1837) — генерал-лейтенант Русской императорской армии, член Совета военно-учебных заведений.

## Биография
Происходил из дворян Санкт-Петербургской губернии и был сыном коллежского советника, умершего в 1800 году. Родился 11 (22) ноября 1782 года. Образование получил во 2-м кадетском корпусе, по окончании которого 16 января 1803 года был выпущен с чином подпоручика в 5-й артиллерийский батальон. В 1805 году Перрен выступил в поход в Австрию и находился в сражении под Аустерлицем, а в 1806 году назначен адъютантом к инспектору всей артиллерии графу Аракчееву с оставлением в списках 5-й артиллерийской бригады.
В 1807 году Перрен был командирован в Финляндию для наблюдения за исправным продовольствием находившегося при селении Липиверте корпуса генерал-лейтенанта Тучкова, и находился в сражении при взятии города Куопио. Числясь с 1807 года в Киевской резервной бригаде, Перрен 20 августа 1808 года за отличие в кампании против шведов был переведён в лейб-гвардии артиллерийский батальон и, оставаясь все это время адъютантом Аракчеева, 26 декабря 1811 года произведён был в штабс-капитаны, а 1 января 1812 года был назначен командиром лёгкой № 9 ротой 5-й артиллерийской бригады.
Во время Отечественной войны 1812 года Перрен находился в корпусе графа Витгенштейна, действовал на западных границах России, участвовал во многих сражениях, а под Полоцком 6 августа был настолько тяжело ранен картечью в левую ногу, что более 8 месяцев должен был лечиться в Санкт-Петербурге. За это Перрен был награждён орденом Св. Владимира 4-й степени с бантом и 1000 рублей ассигнациями, а 13 января 1813 года произведён в капитаны. В 1815 году он снова был с войсками в походе во Францию, но в военных действиях участия не принимал, а был только в генеральном смотре союзных войск под Вертю.
10 декабря 1816 года Перрен был произведён в полковники и утверждён командиром 7-й батарейной роты 7-й же артиллерийской бригады, во главе которой стоял уже с сентября 1814 года, а в середине 1817 года был переведён командиром 28-й (переименованной вскоре в 27-ю) артиллерийской бригады и батарейной № 55 роты. Произведённый 21 апреля 1826 года в генерал-майоры, Перрен в мае того же года был назначен начальником артиллерии 3-го пехотного корпуса, находившегося в Житомире, а одновременно с тем, по распоряжению цесаревича Константина Павловича, «презусом комиссии военного суда, учрежденного в Белостоке над злоумышленниками», где и находился с 1 января по 31 октября того же 1826 года.
Едва прибыв к своему корпусу, Перрен 1 января 1827 года получил новое назначение — командиром Казанского порохового завода, но ещё до вступления в эту должность, 19 марта, был по воле великого князя Михаила Павловича, тогда генерал-фельдцейхмейстера, определён управляющим Артиллерийским училищем и учебной артиллерийской бригадой. За усердие, проявленное в бытность в этих должностях, был награждён орденами Св. Владимира 3-й (в 1828 году) и 2-й степени (22 августа 1831 года). Кроме того, 26 ноября 1826 года он за беспорочную выслугу 25 лет в офицерских чинах был награждён орденом Св. Георгия 4-й степени (№ 3880 по кавалерскому списку Григоровича — Степанова).
Назначенный затем непременным членом в совет Императорской военной академии (в 1832 году) и членом Совета военно-учебных заведений, с состоянием по артиллерии (14 января 1834 года), Перрен 1 января 1835 года был произведён в генерал-лейтенанты.
Кроме прямых своих обязанностей, Перрен по поручению великого князя Михаила Павловича принимал участие в Комитете о составлении Артиллерийского устава, был председателем Комитета о дивизионных артиллерийских школах, членом в комиссиях: о составлении для кадетских корпусов положения и штатов, о составлении «Курса артиллерии», председателем в комиссии об испытании образцовой артиллерии и непременным членом в Императорской военной академии. Несколько раз, кроме того, Перрен временно командовал артиллерией, расположенной в Санкт-Петербурге.
Умер 13 (25) апреля 1837 года. Похоронен на Волковском православном кладбище.
Его брат Яков (1785—1853) командовал артиллерией 1-го пехотного корпуса и за отличие в кампании против восставших поляков получил орден Св. Георгия 3-й степени. Другой брат, Александр (1786—1851) был чиновником Артиллерийского департамента Военного министерства и скончался в чине действительного статского советника.
Был женат на Каролине Яковлевне Гольман (1784—1844). Имел двух сыновей, Константина и Александра (?—1807).